# Тондж (аеропорт)
Аеропо́рт «Тондж» — аеропорт у місті Тондж, Південний Судан.

## Розташування
Аеропорт розташований у місті Тондж, яке є центром округу Південний Тондж, штат Вараб, Південний Судан. Поряд знаходиться державний кордон з Суданом. Аеропорт знаходиться у південно-західній частині міста. До центрального аеропорту країни Джуба 420 км.

## Опис
Аеропорт знаходиться на висоті 431 метрів (1 414 футів) над рівнем моря, і має одну ґрунтову злітно-посадочну смугу, довжина якої невідома.

## Авіакомпанії і напрямки
Аеропорт не має регулярного авіасполучення.

## Події
- 20 грудня 2009 року турбогвинтовий літак Hawker Siddeley HS 748 британської авіакомпанії British Aerospace (під управлінням Кенійської авіакомпанії 748 Air Services) з чотирма членами екіпажу та тридцятьма сімома пасажирами промахнувся при посадці й врізався у житлові будинки біля аеропорту. На землі загинула жінка з дитиною. Жоден, хто був на борту не загинув, але літак не підлягав ремонту тому був списаний[3].